# Edita Nuković
Edita Nuković (* 1. August 1997 in der Türkei) ist eine serbische und dänische Handballspielerin, die ursprünglich die serbische Staatsbürgerschaft besaß. Sie läuft für den italienischen Erstligisten Jomi Salerno auf. 

## Karriere
Nuković, die in der Türkei geboren wurde, wuchs in der dänischen Ortschaft Hammel auf. Beim dort ansässigen Verein Hammel GF erlernte sie das Handballspielen. Anschließend schloss sich die Kreisläuferin dem Verein Skanderborg Håndbold an, mit deren Damenmannschaft sie in der Saison 2015/16 in der zweithöchsten dänischen Spielklasse auflief. Im Jahr 2016 wechselte sie zum Ligakonkurrenten DHG Odense.
Nuković wechselte im Januar 2019 zum dänischen Erstligisten Aarhus United, bei dem sie anfangs den Status als Amateurspielerin hatte. Im Sommer 2019 wurde sie mit einem Einjahresvertrag ausgestattet. In der Saison 2019/20 erzielte sie 10 Treffer in 14 Erstligaspielen. Anschließend schloss sie sich dem schwedischen Erstligisten Skövde HF an. Für Skövde warf sie 29 Tore in 16 Ligaspielen. Ab dem Sommer 2021 stand Nuković beim deutschen Bundesligisten SV Union Halle-Neustadt unter Vertrag. Im Sommer 2024 wechselte sie zum Ligakonkurrenten HSG Bensheim/Auerbach. Seit der Saison 2025/26 steht sie beim italienischen Erstligisten Jomi Salerno unter Vertrag.
Nuković gewann mit der serbischen Nationalmannschaft die Bronzemedaille bei den Mittelmeerspielen 2022. Im selben Jahr nahm sie mit der serbischen Auswahl an der Europameisterschaft teil, in deren Verlauf sie in drei Partien torlos blieb. Bei der Weltmeisterschaft 2023, die Serbien auf dem 21 Platz abschloss, erzielte sie vier Treffer.